# 山下喬子
山下 喬子（やました きょうこ、1922年7月13日 - 2004年2月6日）は、日本の児童文学作家。

## 人物・来歴
静岡県沼津市出身。東京府立第四高等女学校（東京都立南多摩中等教育学校）卒。高女在学中に堀辰雄に師事し、戦後は『文学者』で作品を発表。のちに児童文学も書き、1961年「プフア少年」を刊行。『悲しみは海の色』はNHKの少年ドラマシリーズでドラマ化された。

## 著書
- 『プフア少年』松田穰絵. 講談社, 1961
- 『ポールのあした』桜井誠 絵. 講談社, 1965
- 『悲しみは海の色』 (少女小説シリーズ) 小林秀美 絵. 偕成社, 1970
- 『陽は夜のぼる』 (創作少年少女小説) 中山正美絵. 実業之日本社, 1971
- 『ヘレン・ケラー』母と子の世界の伝記 1 集英社, 1972
- 『風にわたる心の歌』 (少女小説シリーズ) 岩田浩昌 絵. 偕成社, 1976.10
- 『ノーベル』少年少女世界伝記全集 主婦の友社, 1977
- 『クララ・シューマン』母と子の世界の伝記 集英社, 1978.1
- 『トルストイ』世界の伝記 ぎょうせい, 1980.10
- 『ナイチンゲール』古賀亜十夫絵. 講談社, 1980.3
- 『三年二組のいじめっ子』武市加代 絵. 太平出版社, 1981.10
- 『坂本龍馬』世界の伝記 ぎょうせい, 1981.12
- 『キュリー夫人 ノーベル賞を2度うけた科学者』(学研アニメ伝記シリーズ) 大野豊 絵. 学習研究社, 1986.4

### 再話
- エクトル・マロ『家なき子』中山正美 絵  少年少女世界名作全集 主婦の友社, 1976
- ジョルジュ・サンド『愛の妖精』 (マーガレット文庫 世界の名作 文月信 絵. 集英社, 1976.11
- 『つるのおんがえし どうぶつのでてくる話10話』（日本名作ものがたり）高橋春男絵. 朝日ソノラマ, 1977.10
- スーザン・クーリッジ『ケティ物語』 (少年少女世界名作全集) 訳・文. ぎょうせい, 1983.1